# Homicide parfait au terme de la loi
Pour plus de détails, voir Fiche technique et Distribution.
Homicide parfait de la terme de la loi (Un omicidio perfetto a termine di legge) est un giallo hispano-italien coécrit et réalisé par Tonino Ricci, sorti en 1971. 

## Synopsis
Une compétition de bateaux, disputée par les partenaires Marco et Burt, tourne mal lorsque la mécanique de l'un des navires s'enraye. Les deux hommes se jettent à l'eau mais Marco est gravement blessé. Grâce à une intervention chirurgicale au cerveau, autorisée par Burt et leur amie Terry, Marco se réveille mais il est désormais amnésique. Après l’opération, il revient chez lui où sa femme Monica, son ami Tommy et Terry s’occupent de lui. Mais l'atmosphère s'avère être pesante et oppressante. Marco se met à sentir des non-dits, comme si, avant l'accident, certaines choses avaient été laissées en suspens. Bientôt, il soupçonne même une présence. D'autres images défilent : des souvenirs qui ressurgissent jusqu'au tourment, d'autant que Monica se refuse sexuellement à Marco, ajoutant ainsi à sa confusion. Non loin de la demeure, le jardinier lui annonce anonymement qu'un complot se trame contre lui et qu'il souhaite en parler avec lui. Mais il est aussitôt assassiné à coups de couteau... Puis le commissaire annonce à Marco qu'il a été victime d'un sabotage lors de la course. Paranoïaque, découvre que son épouse Monica n'est pas étrangère à cette machination...

## Fiche technique
- Titre original : Un omicidio perfetto a termine di legge
- Titre français : Homicide parfait au terme de la loi
- Réalisation : Tonino Ricci
- Scénario : Rafael Azcona, Aldo Crudo, Arpad DeRiso, José María Forqué et Tonino Ricci
- Montage : Amedeo Giomini
- Musique : Giorgio Gaslini
- Photographie : Cecilio Paniagua
- Sociétés de production : Eurovision Cinematografica et Producciones Cinematográficas Orfeo
- Société de distribution : Jumbo Cinematografica
- Pays d'origine :  Espagne,  Italie
- Langue originale : italien
- Format : couleur
- Genre : giallo
- Durée : 90 minutes
- Date de sortie : 
  -  Italie : 21 août 1971

## Distribution
- Philippe Leroy : Marco Breda
- Elga Andersen : Monica Breda
- Ivan Rassimov : Burt
- Rosanna Yanni : Terry Povani
- Franco Ressel : Tommy Brown
- Rina Franchetti : Anna
- Julio Peña : inspecteur Baldini
- Franco Fantasia : professeur Mauri
- Liana Del Balzo : la mère de Sante
- Mario Morales
- Carla Mancini : la secrétaire de l'avocat
- Franco Balducci : Sante Foschi
- Nando Poggi
- Franco Marletta : le mécanicien
- Mario Della Vigna
- Vincenzo Balestrieri